# Procle (artista)
|  | No s'ha de confondre amb Procles (artista). |

Procle (llatí: Proclus; grec antic: Πρόκλος) va ser un destacat artista romà, creador de mosaics, que va viure en temps d'August.
El seu nom apareix a algunes inscripcions trobades a Perint, per una de les quals se sap que va adornar el temple de la Fortuna a aquesta ciutat i que va tenir una estàtua erigida pels mercaders alexandrins. L'altra inscripció és un epitafi dedicat a un artista en mosaic, Procle, del que es diu que ha deixat un fill, associat seu en l'ofici, i sembla que tant el pare com el fill s'anomenaven Procle.